# Пещеры (Ивановская область)
Пещеры — деревня в Ивановском районе Ивановской области России. Входит в состав Коляновского сельского поселения. Находится в пригородной зоне города Иваново.

## География
Находится у административной границы с Лежневским районом; в радиусе 1 километра находятся деревни Вотола (Ивановский район), Ивановец Лежневского района.

## История
Входит в Коляновское сельское поселение с момента образования 25 февраля 2005 года в соответствии с Законом Ивановской области № 40-ОЗ.

## Население
| 1859 | 1905 | 2010 |
| ---- | ---- | ---- |
| 93   | ↗126 | ↘23  |

### Национальный и гендерный состав
Согласно результатам переписи 2002 года, в национальной структуре населения русские составляли 100 % из 13 чел., из них 7 мужчин, 6 женщин.

## Инфраструктура
Личное подсобное хозяйство, дачи.

## Транспорт
Деревня доступна автотранспортом. Остановки общественного транспорта «Поворот на Пещеры» автобусного маршрута 106.
Проходит автодорога Панеево — Вотола — Пещеры (Ивановский район)